# Прапор Мозамбіку
Прапор Мозамбіку — один з офіційних символів держави Мозамбік. Був прийнятий 1 травня 1983 р.
Прапор Мозамбіку — єдиний у світі прапор, на якому є зображення сучасної зброї, — автомата Калашникова.
Державний прапор країни створений на основі прапора руху Фрелімо (Фронт Визволення Мозамбіку). На прапорі Фрелімо, який використовувався протягом деякого часу після здобуття країною незалежності, була відсутня сучасна емблема. У 2005 р. був оголошений конкурс на новий прапор країни. На конкурсі було представлено 119 пропозицій, з яких був вибраний переможець, проте досі прапор залишається тим самим.
Одночасно проходили конкурси на новий герб і гімн країни. За повідомленнями преси, парламентська опозиція Мозамбіку наполягає на тому, щоб видалити з прапора зображення автомата Калашникова, яке символізує боротьбу за незалежність країни. Ця пропозиція викликала критику серед громадськості.